# Акула смуглява
Акула смуглява, або акула темна (Carcharhinus obscurus) — хижа риба родини сірих акул ряду кархариноподібних. Ці акули живуть у тропічних водах і багатьох помірних областях усіх океанів. Вони зустрічаються на глибині до 400 м. Здійснюють сезонні міграції, влітку переміщаючись ближче до полюсів, а взимку до екватора. Мають струнке, обтічне тіло з широким і округлим рилом. Другий спинний плавець набагато менший першого. Грудні плавці великі, серпуватої форми. Між спинними плавцями є гребінь. Забарвлення дорсальній поверхні тіла від бронзового до блакитно-сірого кольору. Найбільша зареєстрована довжина — 420 см, а маса — 347 кг.
Раціон смуглявих акул дуже різноманітний. Вони полюють на всіляких кісткових і хрящових риб, а також морських безхребетних. На морських ссавців нападають досить рідко. Подібно іншим представникам роду сірих акул, смугляві акули є живородними. У посліді від 3 до 16 новонароджених. Вагітність триває до 24 місяців. Цикл відтворення трирічний. Смугляві акули дуже повільно зростають і пізно досягають статевої зрілості. Ці акули потенційно небезпечні для людини. Вони є об'єктом торговельного промислу. Повільний цикл відтворення робить їх дуже чутливими до несприятливого впливу, зумовленого людськими чинниками.

## Таксономія
Французький природознавець Шарль Александр Лесюєр оприлюднив перший науковий опис смуглявої акули 1818 року в номері журналу Академії природничих наук Філадельфії. Він відніс її до роду Squalus і дав видовий епітет лат. obscurus, що означає «темна» або «тьмяна», посилаючись на забарвлення риби. Наступні автори віднесли цей вид до роду Carcharhinus. Голотип призначено не було, хоча відомо, що Лесюер досліджував особину, спійману, ймовірно, у північноамериканських водах.
Багато з ранніх джерела використовували як наукову назву смуглявої акули Carcharias (пізніше Carcharhinus) lamiella, дану цьому виду 1882 року Девідом Старром Джорданом і Чарльзом Генрі Гілбертом. Пізніше з'ясувалося, що описані вченими щелепи належали не смуглявій, а вузькозубій акулі (Carcharhinus brachyurus). Таким чином, Carcharhinus lamiella вважається синонімом не Carcharhinus obscurus, а Carcharhinus brachyurus.

## Філогенез
|  | Carcharhinus altimus  |
|  |                       |
|  | Carcharhinus plumbeus |
|  |                       |

|  | Carcharhinus perezi |
|  | |
|  | \| \| Carcharhinus galapagensis \| \| \| \| \| \| Carcharhinus obscurus \| \| \| \| \| \| Carcharhinus longimanus \| \| \| \| \| \| Prionace glauca \| \| \| \| |
|  | |
|  | Carcharhinus galapagensis |
|  | |
|  | Carcharhinus obscurus |
|  | |
|  | Carcharhinus longimanus |
|  | |
|  | Prionace glauca |
|  | |

|  | Carcharhinus galapagensis |
|  |                           |
|  | Carcharhinus obscurus     |
|  |                           |
|  | Carcharhinus longimanus   |
|  |                           |
|  | Prionace glauca           |
|  |                           |

|  | Carcharhinus perezi |
|  | |
|  | \| \| Carcharhinus galapagensis \| \| \| \| \| \| Carcharhinus obscurus \| \| \| \| \| \| Carcharhinus longimanus \| \| \| \| \| \| Prionace glauca \| \| \| \| |
|  | |
|  | Carcharhinus galapagensis |
|  | |
|  | Carcharhinus obscurus |
|  | |
|  | Carcharhinus longimanus |
|  | |
|  | Prionace glauca |
|  | |

|  | Carcharhinus galapagensis |
|  |                           |
|  | Carcharhinus obscurus     |
|  |                           |
|  | Carcharhinus longimanus   |
|  |                           |
|  | Prionace glauca           |
|  |                           |

|  | Carcharhinus altimus  |
|  |                       |
|  | Carcharhinus plumbeus |
|  |                       |

|  | Carcharhinus perezi |
|  | |
|  | \| \| Carcharhinus galapagensis \| \| \| \| \| \| Carcharhinus obscurus \| \| \| \| \| \| Carcharhinus longimanus \| \| \| \| \| \| Prionace glauca \| \| \| \| |
|  | |
|  | Carcharhinus galapagensis |
|  | |
|  | Carcharhinus obscurus |
|  | |
|  | Carcharhinus longimanus |
|  | |
|  | Prionace glauca |
|  | |

|  | Carcharhinus galapagensis |
|  |                           |
|  | Carcharhinus obscurus     |
|  |                           |
|  | Carcharhinus longimanus   |
|  |                           |
|  | Prionace glauca           |
|  |                           |

|  | Carcharhinus perezi |
|  | |
|  | \| \| Carcharhinus galapagensis \| \| \| \| \| \| Carcharhinus obscurus \| \| \| \| \| \| Carcharhinus longimanus \| \| \| \| \| \| Prionace glauca \| \| \| \| |
|  | |
|  | Carcharhinus galapagensis |
|  | |
|  | Carcharhinus obscurus |
|  | |
|  | Carcharhinus longimanus |
|  | |
|  | Prionace glauca |
|  | |

|  | Carcharhinus galapagensis |
|  |                           |
|  | Carcharhinus obscurus     |
|  |                           |
|  | Carcharhinus longimanus   |
|  |                           |
|  | Prionace glauca           |
|  |                           |

|  | Carcharhinus altimus  |
|  |                       |
|  | Carcharhinus plumbeus |
|  |                       |

|  | Carcharhinus perezi |
|  | |
|  | \| \| Carcharhinus galapagensis \| \| \| \| \| \| Carcharhinus obscurus \| \| \| \| \| \| Carcharhinus longimanus \| \| \| \| \| \| Prionace glauca \| \| \| \| |
|  | |
|  | Carcharhinus galapagensis |
|  | |
|  | Carcharhinus obscurus |
|  | |
|  | Carcharhinus longimanus |
|  | |
|  | Prionace glauca |
|  | |

|  | Carcharhinus galapagensis |
|  |                           |
|  | Carcharhinus obscurus     |
|  |                           |
|  | Carcharhinus longimanus   |
|  |                           |
|  | Prionace glauca           |
|  |                           |

|  | Carcharhinus perezi |
|  | |
|  | \| \| Carcharhinus galapagensis \| \| \| \| \| \| Carcharhinus obscurus \| \| \| \| \| \| Carcharhinus longimanus \| \| \| \| \| \| Prionace glauca \| \| \| \| |
|  | |
|  | Carcharhinus galapagensis |
|  | |
|  | Carcharhinus obscurus |
|  | |
|  | Carcharhinus longimanus |
|  | |
|  | Prionace glauca |
|  | |

|  | Carcharhinus galapagensis |
|  |                           |
|  | Carcharhinus obscurus     |
|  |                           |
|  | Carcharhinus longimanus   |
|  |                           |
|  | Prionace glauca           |
|  |                           |

|  | Carcharhinus altimus  |
|  |                       |
|  | Carcharhinus plumbeus |
|  |                       |

|  | Carcharhinus perezi |
|  | |
|  | \| \| Carcharhinus galapagensis \| \| \| \| \| \| Carcharhinus obscurus \| \| \| \| \| \| Carcharhinus longimanus \| \| \| \| \| \| Prionace glauca \| \| \| \| |
|  | |
|  | Carcharhinus galapagensis |
|  | |
|  | Carcharhinus obscurus |
|  | |
|  | Carcharhinus longimanus |
|  | |
|  | Prionace glauca |
|  | |

|  | Carcharhinus galapagensis |
|  |                           |
|  | Carcharhinus obscurus     |
|  |                           |
|  | Carcharhinus longimanus   |
|  |                           |
|  | Prionace glauca           |
|  |                           |

|  | Carcharhinus perezi |
|  | |
|  | \| \| Carcharhinus galapagensis \| \| \| \| \| \| Carcharhinus obscurus \| \| \| \| \| \| Carcharhinus longimanus \| \| \| \| \| \| Prionace glauca \| \| \| \| |
|  | |
|  | Carcharhinus galapagensis |
|  | |
|  | Carcharhinus obscurus |
|  | |
|  | Carcharhinus longimanus |
|  | |
|  | Prionace glauca |
|  | |

|  | Carcharhinus galapagensis |
|  |                           |
|  | Carcharhinus obscurus     |
|  |                           |
|  | Carcharhinus longimanus   |
|  |                           |
|  | Prionace glauca           |
|  |                           |

У палеонтологічній літературі часто згадуються скам'янілі зуби темних акул, хоча видове визначення зубів Carcharhinus досить проблематичне. Ці знахідки, що відносяться до часів міоцену (25-5,3 млн років тому), були виявлені в геологічних утвореннях Кендіс і Ґранд-Бей у Каріоці, Гренадини, Мохра (Єгипет), Полк (округ Флорида) і, ймовірно, Серро ла Круз на півночі Венесуели. Крім того, в утвореннях Йорктаун й у Пунґо-рівер, Північна Кароліна, а також у Чесапікській затоці, часто знаходять зуби, датовані пізнім міоценом і раннім пліоценом (11,6-3,6 млн років тому), які лише трохи відрізняються від зубів сучасних темних акул і помилково приймаються за зуби довгокрилих акул. Зуби темних акул було витягнуто зі скам'янілих решток двох  вусатих китів, з яких один зберігся в утворенні Ґуз Крік Лаймстоун, Північна Кароліна, і датувався добою раннього пліоцену (близько 3,5 млн років тому), а іншого було знайдено в грязьових відкладеннях доби плейстоцену-голоцену (приблизно 12 000 років тому)
1982 року новозеландський вчений Джек Ґаррик оприлюднив вислід філогенетичного розкладу Carcharhinus на основі морфології і помістив темну і галапагоську акули (Carcharhinus galapagensis) в центрі групи «obscurus». До складу групи увійшли великі акули з трикутними зубами і гребенем між спинними плавцями, такі як Carcharhinus altimus, Carcharhinus perezi, сіро-блакитна і довгокрила акула. Ця інтерпретація була широко підтримана результатами фенетичних досліджень і досліду аллозимної послідовності. Останній дозволив встановити взаємовідносини всередині гілки Carcharhinus, для членів якої властива наявність міжплавникового спинного гребеня. Було виявлено, що галапагоські, сіро-блакитні і довгокрилі акули складають похідну кладу.

## Опис
Один з найбільших членів роду  сірих акул, темна акула зазвичай сягає 3,2 м завдовжки при масі 160—180 кг. Найбільша зафіксована довжина і маса становлять 4,2 м і 347 кг відповідно. Самиці виростають більшими за самців. Ця акула має струнке, обтічне тіло з широким округлим рилом. Перед ніздрями є ледь розвинені шкірні складки. Круглі очі середнього розміру оснащені мигальною мембраною. Рот дуже короткий, по кутах розташовані тонкі борозни. У роті по 13-15 (зазвичай 14) зубних рядів обабіч обох щелеп. Верхні зуби широкі, трикутні, стоять злегка під нахилом, краї сильно зазубрені; нижні зуби вужчі й стоять у сторчовому положенні, щербини по краях дрібніші. Темна акула має п'ять пар досить довгих зябрових щілин.
Великі грудні плавці становлять близько 1/5 довжини тіла акули, мають серпувату форму, кінчики загострені. Перший спинний плавець помірного розміру і нечіткої серпуватої форми, має загострену вершину та сильно увігнутий задній край. Основа плавця лежить над вільними задніми кінчиками грудних плавців. Другий спинний плавець значно менший першого і розташований навпроти анального плавця. Між першим і другим спинними плавцями є гребінь. Хвостовий плавець великий і високий, з добре розвиненою нижньою лопаттю і вентральної вирізкою під кінчиком верхньої лопаті. Плакоїдна луска має форму ромба, лусочки близько посаджені, на кожній є по п'ять поземних зубців. Забарвлення від бронзового до блакитно-сірого кольору, черево біле, білий колір поширюється боками, де може бути видно слабкі світлі смуги. Плавці, особливо нижня частина грудних і нижня лопать хвостового плавця, по краях темніші. Це притаманне забарвлення яскравіше виражене у молодих акул.

## Ареал

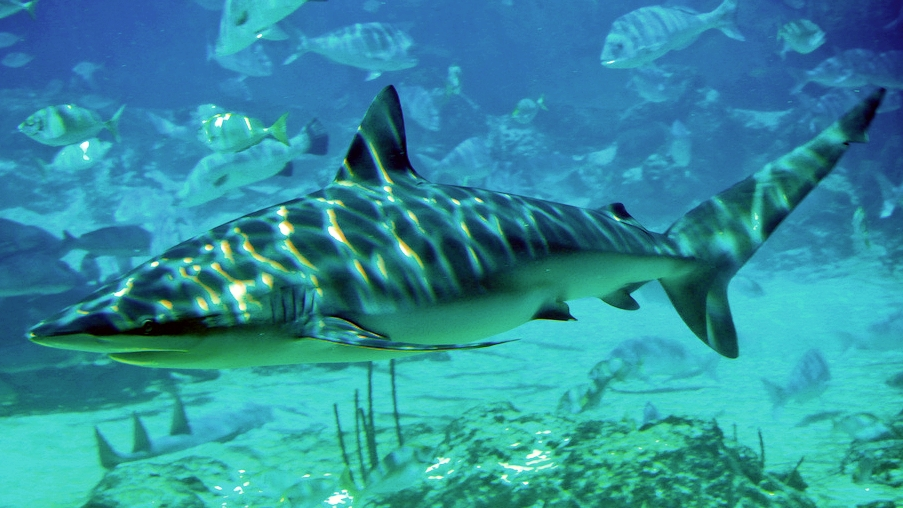
Самиця темної акули в океанаріумі. Цей вид повсюдно поширений у водах Австралії

Темна акула зустрічається по всьому світу в тропічних і теплих помірних водах. Її ареал великий, хоча і переривчастий. У західній Атлантиці ці акули мешкають від штату Массачусетс і Джорджс Бенк до Мексиканської затоки і від Нікарагуа до південної частини бразильського узбережжя. У східній Атлантиці вони трапляються на заході Середземного моря, біля берегів Канарських островів, Кабо-Верде, Сенегалу, Сьєрра-Леоне і, можливо, в інших місцях. В Індійському океані вони населяють прибережні води Південної Африки, Мозамбіку й Мадагаскара. Зрідка надходять дані про присутність цих акул в Аравійському морі, Бенгальській затоці і, можливо, Червоному морі. У західній частині Тихого океану зустрічаються від Японії до штатів Квінсленд і Новий Південний Уельс, Австралія. У східній частині Тихого океану ареал охоплює узбережжя Американського континенту від південної Каліфорнії до Чилі. Повідомлення про присутність темних акул у північно-східній і центрально-східній частинах Атлантичного океану, імовірно, є хибними і відносяться до галапагоських акул. Дослідження мітохондріальної ДНК і мікросателітів показали, що акули, що мешкають у водах Індонезії і Австралії, належать до окремих популяцій.
Темні акули мешкають на материковому узбережжі від зони прибою до зовнішнього краю материкового шельфу і прилеглих океанічних вод, ділячи простір з більш спеціалізованими родичами, що вважають за краще триматися коло берега, як-от сіро-блакитні акули, пелагичні шовкові акули (Carcharhinus falciformis), океанічні довгокрилі акули, глибоководний вид Carcharhinus altimus, острівні галапагоські та срібнопері акули (Carcharhinus albimarginatus). В ході дослідження, проведеного шляхом мічення в північній частині Мексиканської затоки, було виявлено, що темні акули більшість свого часу залишаються на глибині 10-80 м, час від часу опускаючись нижче 200 м. Відомо, що цей вид здатен досягати глибини в 400 м. Він віддає перевагу температурі води 19-28 °C і уникає зон зі зниженою солоністю, таких як гирла річок.
Темні акули здійснюють міграції на відстань до 3800 км. Біля берегів Північної Америки влітку вони пересуваються на північ, а взимку до екватору. У водах Південної Африки молоді самиці і самці, які досягли розміру 0,9 м, відпливають на південь і на північ від місця народження Квазулу-Наталь і через кілька років за невідомими маршрутами приєднуються до дорослих. Окрім того, молоді особини проводять весну і літо в зоні прибою, а осінь і зиму — у відкритому морі. По досягненню 2,2 м завдовжки вони починають здійснювати міграції з півночі на південь між Квазулу-Наталь у зимовий час і Вестерн Кейп улітку. Великі акули, чий розмір перевищує 2,8 м, мігрують на південь аж до Мозамбіку. Біля берегів Західної Австралії дорослі й молоді темні акули влітку і восени підпливають до узбережжя, не заходячи в мілководні затоки і бухти, де з'являються на світ новонароджені.

## Біологія та екологія
Будучи хижаками, які займають вершину харчової піраміди, темні акули зазвичай мають меншу чисельність у порівнянні з іншими акулами, які поділяють їхній ареал. Однак є місця, де зустрічаються скупчення цих акул, особливо молодих. Дорослі акули часто супроводжують кораблі далеко від землі, наприклад, за течією мису Голкового. Дослідження, проведені в гирлі річки Кейп-Фір у штаті Північна Кароліна, повідомили про те, що середня швидкість їхнього руху становить 0,8 км/год. Темних акул часто супроводжують риби-причепи (Echeneis naucrates).
Дорослі темні акули не мають ворогів у природі. На молодих акул полюють звичайна піщана акула (Carcharias taurus), велика біла акула (Carcharodon Carcharias), акула-бик (Carcharhinus leucas) і тигрова акула (Galeocerdo cuvier). Біля берегів Квазулу-Наталь використання мереж для захисту пляжів від акул призвело до скорочення популяції великих хижаків. Це викликало різке збільшення числа статевонезрілих темних акул, які, своєю чергою, знищили невеликих костистих риб, що мало в цілому несприятливі наслідки для біорізноманіття місцевої екосистеми.
На темних акул паразитують стьожкові черви Anthobothrium laciniatum, Dasyrhynchus pacificus, Platybothrium kirstenae, Floriceps saccatus, Tentacularia coryphaenae і Triloculatum triloculatum, моногенеї Dermophthirius carcharhini, Loimos salpinggoides, п'явки Stibarobdella macrothela, копеподи Alebion sp., Pandarus cranchii, P. sinuatus і морські міноги

### Раціон і харчова поведінка

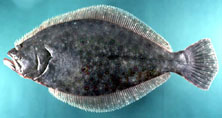
Літній параліхт

Темна акула є універсальним хижаком, у раціон якої входить широкий спектр морських тварин на всіх рівнях водної товщі. Великі особини можуть спожити більше 1/10 їжі від його власної ваги за один прийом. Сила укусу 2-метрової темної акули становить 60 кг на 2 мм² (площа вершини зуба). Це найвищий показник, достовірно виміряний у будь-якої акули. В Індійському океані були зареєстровані щільні скупчення молодих темних акул на ділянках з великим скупчення їжі.
Раціон темної акули включає в себе пелагічних костистих риб, таких як оселедець і анчоуси, тунці і скумбрії, марліни, ставриди, риби-голки, летючі риби, риби-шаблі; донних риб, зокрема кефалі, морські лящі, горбаневі, скорпени, вугрі і камбали; рифових риб, в тому числі баракуди, риби-їжаки, барабулі, веслоноси і морські окуні; хрящові риби, в тому числі акули, риби-пилки, морські ангели (Squalus squatina), куницевих акул, риб-молотів, лисячі акули, риб-гітар, скати, і безхребетні, в тому числі головоногі, ракоподібні, м'якуни і морські зірки. Дуже рідко великі особини поїдають морських черепах, морських ссавців (переважно як падло) і людське сміття.

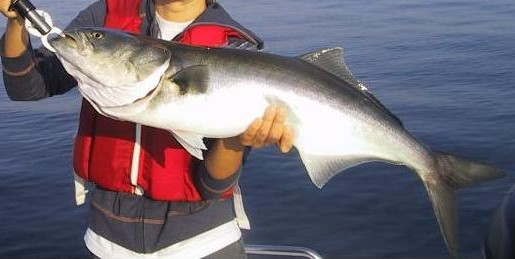
Великий луфар

У північно-західній Атлантиці близько 60 % раціону темної акули складають різні риби, що належать до більш ніж 10 родин, з яких головну роль грають луфари (Pomatomus saltatrix) і літні параліхти (Paralichthys dentatus). Другим компонентом дієти є скати, їхні яєчні капсули. Краби Ovalipes ocellatus — ще одне значне джерело їжі. У південноафриканських і австралійських водах основу раціону складають костисті риби. Новонароджені і молоді акули полюють здебільшого на дрібних пелагічних риб і головоногих, таких як сардини і кальмари. 
 Акули довжиною понад 2 м розширюють свій раціон за рахунок великих костистих і хрящових риб. Щозими у східного узбережжя Південної Африки з'являються південноафриканські сардини (Sardinops sagax), на яких полюють темні акули середнього і великого розмірів. Вагітні та самиці, що щойно родили, не долучаються до полювання, можливо, тому, що вагітність не дозволяє їм витрачати багато енергії, переслідуючи таку швидку здобич. Одне з досліджень показало, що 0,2 % від розглянутих темних акул полювали на афалін.

### Розмноження і життєвий цикл
Подібно іншим представникам роду сірих акул, темні акули є живородними рибами; під час розвитку ембріони отримують живлення за допомогою плацентарного зв'язку з матір'ю, утвореного спорожнілим жовтковим мішком. У північно-західній Атлантиці спарювання відбувається навесні, тоді як в інших районах, наприклад, у берегів Південної Африки, відтворювальний цикл не носить сезонного характеру. Самки здатні зберігати сперму, ймовірно, декількох самців, протягом тривалого періоду від декількох місяців до кількох років у нідаментальній залозі (орган, який виділяє зародкові сумки). Це важливий чинник, що забезпечує успішне відтворення, враховуючи здійснювані темними акулами тривалі міграції та мале зосередження популяції, які роблять внутрішньовидові зустрічі рідкісними і випадковими.

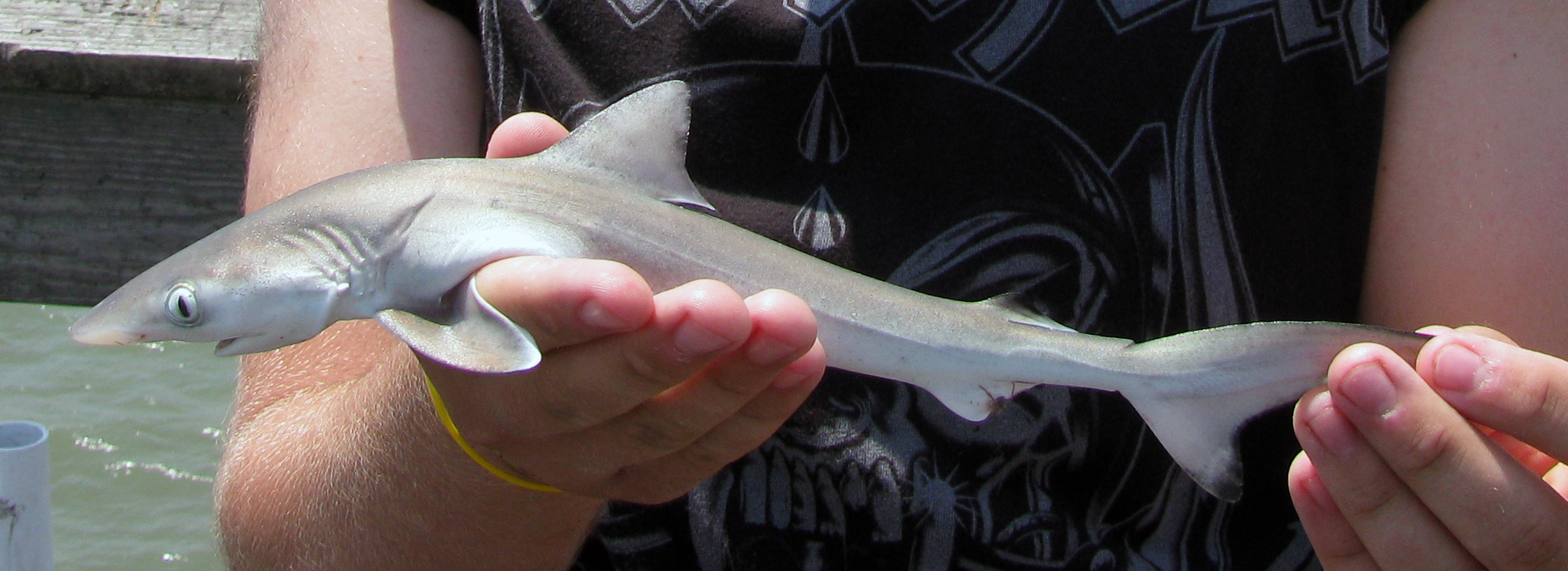
Дитинча темної акули

Вагітність триває до 22-24 місяців, самиця дає потомство один раз у три роки. У посліді від 3 до 16 новонароджених, середня кількість 6-12, чисельність потомства не залежить від розмірів самиці. У західній частині Атлантичного океану, як правило, послід менший, аніж у південно-східній частині Атлантичного океану (пересічно 8 проти 10 новонароджених). Залежно від регіону пологи протікають круглий рік або сезонно: у північно-західній Атлантиці відзначалася поява на світло новонароджених наприкінці зими, а біля берегів Західної Австралії влітку і восени, в водах Південної Африки темні акули народжуються у будь-який сезон. З наближенням строку пологів вагітні самиці переміщаються в дрібні прибережні лагуни, де багато їжі й немає великих хижаків (зокрема свого виду), і відразу після появи потомства на світло упливають. Такі природні розплідники є на узбережжі провінції Квазулу-Наталь, на південному заході Австралії, в Західній Каліфорнії і на сході Сполучених Штатів у Нью-Джерсі і Північній Кароліні.
Довжина новонароджених складає 0,7-1,0 м; їхній розмір безпосередньо пов'язаний з розміром матері й зменшується з чисельністю приплоду. Наявні дані вказують на те, що самиці можуть визначити оптимальний розмір, при якому їхні діти мають з'явитися на світло, з тим, щоб підвищити їхні шанси на виживання залежно від довколишніх умов. Окрім того, при народженні вага печінки акуленят становить 1/5 їхньої ваги, і вони використовують запасені в печінці поживні речовини, доки не навчаться полювати самостійно. Темні акули — одні з найбільш повільно зростаючих видів акул. Статевої зрілості вони досягають лише стаючи великими: в залежності від регіону проживання самці сягають статевої зрілості при довжині 2,8-3 метрів у віці 18-23 років, для самиць це 2,6-3,1 м і 17-32 роки відповідно. Щорічний приріст становить 8-11 см протягом перших п'яти років життя. Найбільша тривалість життя — 40-50 років і більше.

## Взаємодія з людиною

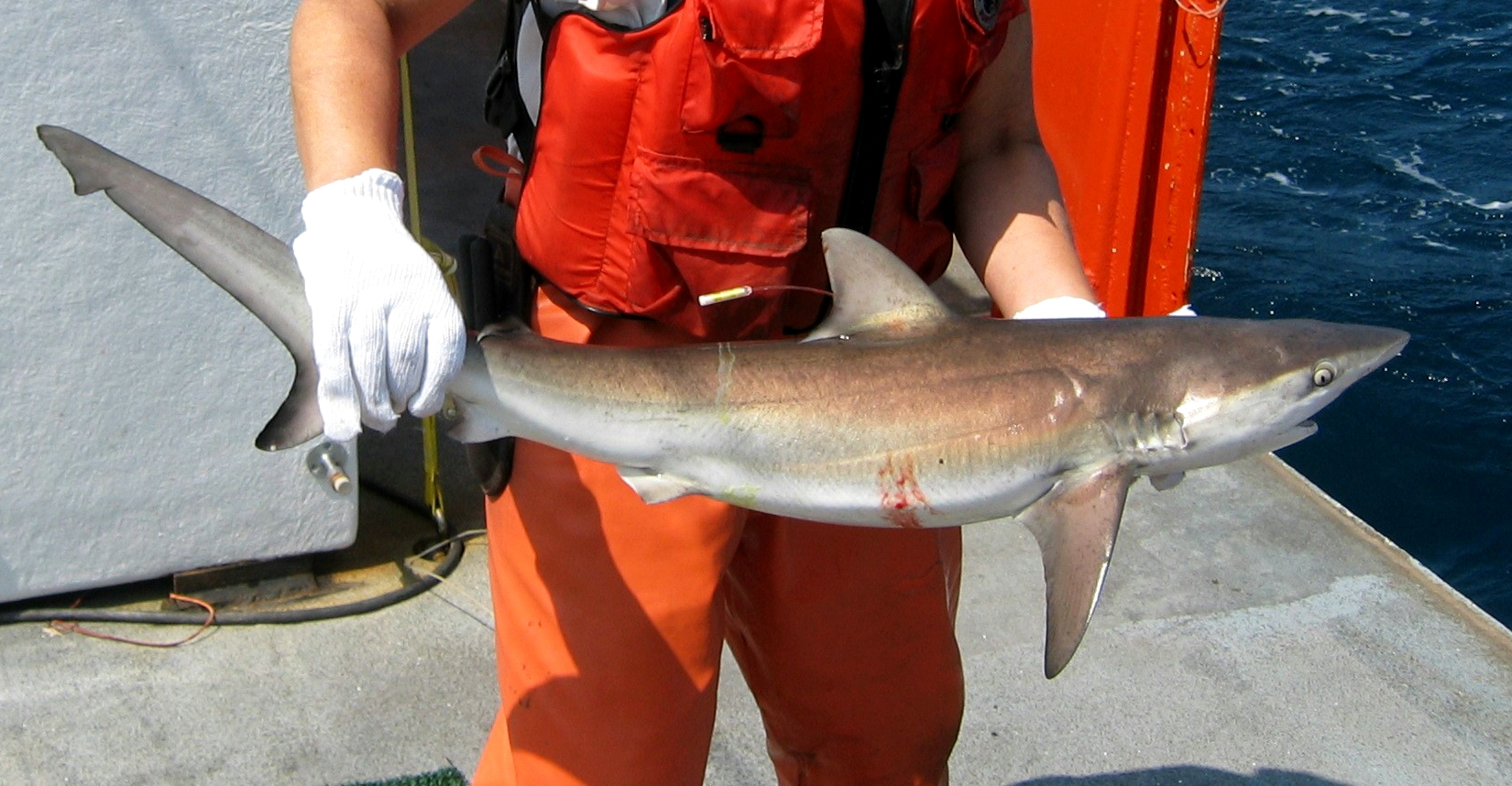
Смугляві акули — цінний об'єкт комерційного рибного промислу

Темні акули через великі розміри вважаються потенційно небезпечними для людини, хоча мало відомо про те, як вони поводяться по відношенню до людей під водою. До 2014 року у списку International Shark Attack File було згадано 2 напади на людей і човни, одне з яких призвело до летального наслідку. Ймовірно, напади, приписувані цьому виду біля Бермудських островів, насправді були вчинені галапагоськими акулами. Для захисту пляжів у Південній Африці та Австралії активно застосовують протиакулячі мережі, в які потрапляють в основному дорослі особини. З 1978 по 1999 рік біля берегів Квазулу-Наталь загалом щорічно відловлювали 256 темних акул. Молоді темні акули добре пристосовуються до життя у неволі в акваріумах.
Темна акула є одним з найзатребуваніших видів акул на ринку, так як вона має великі плавці з великою кількістю внутрішніх променів (ceratotrichia), які використовуються для приготування популярного супу. Крім того, м'ясо надходить у продаж свіжим, замороженим, сушеним, солоним або копченим, використовують шкіру і жир. Темні акули є предметом цільового промислового рибальства у берегів східної частини Північної Америки, південно-західної Австралії і східної Південної Африки. У водах південно-західної Австралії промисел розпочався 1940 року й був розширений у 1970-ті роки, коли виловлювалося по 500—600 тонн акул на рік. Для видобутку темних акул використовуються донні зяброві мережі, до яких потрапляють майже винятково молоді акули у віці до трьох років, з них 18-28 % від усіх новонароджених в перший рік життя. Демографічні моделі показують, що промисел буде залишатися стійким за умови, що рівень смертності серед акул, що більші 2 метрів завдовжки, складатиме менше 4 %. На додаток до промислового рибальства темні акули трапляються як прилов в ярусах, призначені для тунця і риби-меча (в таких випадках туші акул зазвичай викидають, зберігаючи лише цінні плавці). Цей вид цінується у спортивному рибальстві. Велика кількість смуглявих акул, у переважно статевонезрілих, виловлюють рибалки-любителі біля берегів Південної Африки та Східної Австралії. До різкого скорочення чисельності ця акула була одним з найважливіших видів на турнірах Florida trophy shark.

## Заходи зі збереження виду
Міжнародний союз охорони природи (МСОП) оцінив статус збереження цього виду як «Близький до уразливого положення» (NT) в усьому світі й «Уразливий» (VU) у північно-західній Атлантиці і Мексиканській затоці. Американське товариство рибалок оцінило статус північноамериканської популяції смуглявих акул як «Уразливий». Занизький рівень розмножувального циклу робить цей вид чутливим до переловлі. Проведена 2006 року американською Національною службою морського рибальства оцінка запасів показала, що чисельність скоротилася до 15-20 % від рівня 1970-х років. 1998 року було заборонено комерційну та любительську ловлю смуглявої акули, але ці заходи мали обмежену ефективність у силу високої смертності риб через приловлення. Крім того, незважаючи на заборону, 2003 року рибалками-любителями було спіймано близько 2000 смуглявих акул. 2005 року Північна Кароліна оголосила про тимчасове припинення аматорського промислу. Для полегшення зусиль зі збереження розроблено спосіб молекулярного розпізнавання, що дозволяє визначити видову приналежність акулячих плавців, що надійшли на ринок, аби виявляти випадки браконьєрства.